# 극장판 가면라이더 vs 파워레인저 슈퍼히어로 대전
《극장판 가면라이더 vs 파워레인저 슈퍼히어로 대전》(일본어: 仮面ライダー×スーパー戦隊 スーパーヒーロー大戦)은 2012년 공개된 특촬 드라마 시리즈 《가면라이더 시리즈》와 《슈퍼 전대 시리즈》의 극장판 작품이다.

## 출연

### 주연
- 오자와 료타
- 이노우에 마사히로
- 아키야마 리나
- 이시마루 켄지로
- 토타니 키미토
- 오쿠다 타츠히토
- 와타나베 슈
- 사카타 리카코
- 시호
- 야마다 유키
- 바바 료마
- 사카키 히데오